# Hatoyama Hideo

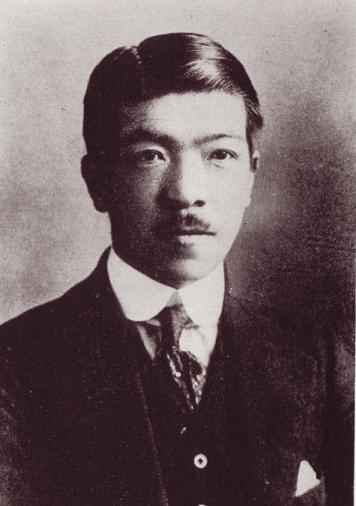
Hatoyama Hideo

Hatoyama Hideo (japanisch 鳩山 秀夫; geboren 7. Februar 1884 in Tōkyō; gestorben 29. Januar 1946) war ein japanischer Rechtsgelehrter.

## Leben und Wirken
Hatoyama Hidoe war der zweite Sohn des Politikers und Rechtsanwalts Hatoyama Kazuo und jüngerer Bruder von Hatoyama Ichirō. Er machte 1908 seinen Abschluss an der Universität Tōkyō mit Auszeichnung. 1910 wurde er Assistenzprofessor an seiner Alma Mater. Von 1911 bis 1916 bildete er sich in Frankreich und in Deutschland weiter. Nach seiner Rückkehr wurde er Professor und unterrichtete Bürgerliches Recht bis 1926.
Nach seinem Ausscheiden aus der Universität wurde er Rechtsanwalt und ab 1932 Mitglied des Unterhauses. Seine Darstellung des Bürgerlichen Rechts in der deutschen Tradition übte während der Taishō-Zeit großen Einfluss in Japan aus.
Zu Hatoyamas Publikation zählen
- „Eine allgemeine Einführung in das Rechte auf Obligationen in Japan“ (日本債権法総論, Nihon saiken-hō sōron) aus dem Jahr 1918,
- „Untersuchungen zum Bürgerlichen Recht“ (民法研究, Mimpō kenkyū) 1929,
- „Prinzipien des Vertrauens und der Ehrlichkeit beim Obligations-Recht“ (債権法における信義誠実の原則, Saiken-hō ni okeru shingi seijitsu no gensoku), 1955.